# Lista światowego dziedzictwa UNESCO w Czechach
Lista światowego dziedzictwa UNESCO w Czechach – lista miejsc w Czechach wpisanych na listę światowego dziedzictwa UNESCO, ustanowionej na mocy Konwencji w sprawie ochrony światowego dziedzictwa kulturowego i naturalnego, przyjętej przez UNESCO na 17. sesji w Paryżu 16 listopada 1972 i ratyfikowanej przez Czechy 26 marca 1993 roku. 
Obecnie (stan w 2023 roku) na liście znajduje się 17 miejsc: 16 dziedzictwa kulturowego i jeden o charakterze przyrodniczym.  
Na czeskiej liście informacyjnej UNESCO – liście obiektów, które Czechy zamierzają rozpatrzyć do zgłoszenia do wpisu na listę światowego dziedzictwa, znajduje się 14 obiektów (stan w 2021 roku).

## Obiekty na liście światowego dziedzictwa UNESCO
Poniższa tabela przedstawia czeskie obiekty na liście światowego dziedzictwa UNESCO:
Nr ref. – numer referencyjny UNESCO;
Obiekt – polskie tłumaczenie nazwy wpisu na liście wraz z jej angielskim oryginałem;
Położenie – miasto, kraj; współrzędne geograficzne;
Typ – klasyfikacja według Komitetu Światowego Dziedzictwa:
- kulturowe (K),
- przyrodnicze (P),
- kulturowo–przyrodnicze (K,P);

Rok wpisu – roku wpisu na listę i rozszerzenia wpisu;
Opis – krótki opis obiektu wraz z informacjami o jego zagrożeniu.
     wpisy wspólnie z innymi krajami
| Nr ref. | Obiekt | Zdjęcie | Położenie | Typ              | Obszar (w ha) | Rok       | Opis |
| ------- | --- | ------- | --- | ---------------- | ------------- | --------- | --- |
| 616     | Zabytkowe centrum Pragi Historic Centre of Prague |         | Praga Kraj środkowoczeski 50°05′23,0″N 14°25′10,0″E/50,089720 14,419440                                                                                         | K (ii) (iv) (vi) | 1106          | 1992 2012 | |
| 617     | Zabytkowe centrum miasta Český Krumlov Historic Centre of Český Krumlov |         | Český Krumlov Kraj południowoczeski 48°49′00″N 14°19′00″E/48,816667 14,316667                                                                                   | K (iv)           | 51,9          | 1992      | |
| 621     | Zabytkowe centrum miasta Telcz Historic Centre of Telč |         | Telcz Kraj Wysoczyna 49°11′00,0″N 15°26′59,0″E/49,183330 15,449722                                                                                              | K (i) (iv)       | 36            | 1992      | |
| 690     | Zelená Hora – sanktuarium pielgrzymkowe Św. Jana Nepomucena Pilgrimage Church of St John of Nepomuk at Zelená Hora                                                                               |         | Zdziar nad Sazawą Kraj Wysoczyna 49°34′48,7″N 15°56′31,4″E/49,580200 15,942058                                                                                  | K (iv)           | 0,64          | 1994      | |
| 732     | Kutná Hora – Stare Miasto z kościołem św. Barbary i katedra Mariacka w dzielnicy Sedlec Kutná Hora: Historical Town Centre with the Church of St Barbara and the Cathedral of Our Lady at Sedlec |         | Kutná Hora Kraj środkowoczeski 49°57′00″N 15°16′00″E/49,950000 15,266667                                                                                        | K (ii) (iv)      | 62,4          | 1995      | |
| 763     | Krajobraz kulturowy lednicko–valticki Lednice-Valtice Cultural Landscape |         | Lednice i Valtice Kraj południowomorawski 48°46′33,0″N 16°46′30,0″E/48,775830 16,775000                                                                         | K (i) (ii) (iv)  | 14,320        | 1996      | |
| 860     | Ogrody i pałac w Kromieryżu Gardens and Castle at Kroměříž |         | Kromieryż Kraj zliński 49°17′59″N 17°22′38″E/49,299722 17,377222                                                                                                | K (ii) (iv)      | 74,5          | 1998      | |
| 861     | Wieś Holaszowice Holašovice Historic Village |         | Holaszowice Kraj południowoczeski 48°57′35″N 14°15′10″E/48,959722 14,252778                                                                                     | K (ii) (iv)      | 11,4          | 1998      | |
| 901     | Pałac w Litomyšlu Litomyšl Castle |         | Litomyšl Kraj pardubicki 49°52′25,0″N 16°18′52,0″E/49,873610 16,314440                                                                                          | K (ii) (iv)      | 4,25          | 1999      | |
| 859     | Kolumna Św. Trójcy w Ołomuńcu Holy Trinity Column in Olomouc |         | Ołomuniec Kraj ołomuniecki 49°35′38,2″N 17°15′01,7″E/49,593936 17,250458                                                                                        | K (i) (iv)       | 0,05          | 2000      | |
| 1052    | Willa Tugendhatów w Brnie Tugendhat Villa in Brno |         | Brno Kraj południowomorawski 49°12′25,9″N 16°36′57,8″E/49,207183 16,616056                                                                                      | K (ii) (iv)      | 0,73          | 2001      | |
| 1078    | Dzielnica żydowska i bazylika św. Prokopa w Třebíču Jewish Quarter and St Procopius' Basilica in Třebíč                                                                                          |         | Třebíč Kraj Wysoczyna 49°13′02″N 15°52′44″E/49,217222 15,878889                                                                                                 | K (ii) (iii)     | 6,55          | 2003      | |
| 1589    | Krajobraz w Kladrubach nad Labem i stadnina koni starokladrubskich Landscape for Breeding and Training of Ceremonial Carriage Horses at Kladruby nad Labem                                       |         | Kladruby nad Labem Kraj pardubicki 50°03′23,9″N 15°29′03,3″E/50,056650 15,484258                                                                                | K (iv) (v)       | 1310          | 2019      | |
| 1478    | Region górniczy w Rudawach Erzgebirge/Krušnohoří Mining Region |         | Kraj karlowarski (Jachymów, Ostrov, Abertamy – Horní Blatná – Boží Dar) Kraj ustecki (Krupka, Měděnec – Kovářská) 50°24′23,5″N 12°50′14,4″E/50,406528 12,837344 | K (ii)(iii)(iv)  | 6766          | 2019      | Wpis wraz z Niemcami. |
| 1613    | Wspaniałe miasta uzdrowiskowe Europy Great Spas of Europe |         | | K (ii)(iii)      | 2021          | 7014      | Wpis wraz z Austrią, Czechami, Francją, Niemcami, Wielką Brytanią i Włochami. |
|         | Karlowe Wary |         | Kraj karlowarski 50°13′20,4″N 12°53′06,4″E/50,222331 12,885122                                                                                                  |                  |               |           | |
|         | Mariańskie Łaźnie |         | Kraj karlowarski 49°58′40,2″N 12°42′12,8″E/49,977836 12,703556                                                                                                  |                  |               |           | |
|         | Franciszkowe Łaźnie |         | Kraj karlowarski 50°07′11,3″N 12°21′06,1″E/50,119817 12,351689                                                                                                  |                  |               |           | |
| 1133    | Pierwotne lasy bukowe Karpat i innych regionów Europy Ancient and Primeval Beech Forests of the Carpathians and Other Regions of Europe                                                          |         | | P (ix)           |               | 2021      | Obejmuje Góry Izerskie – wpis transgraniczny położony na terenie Albanii, Austrii, Belgii, Bośni i Hercegowiny, Bułgarii, Chorwacji, Czech, Francji, Hiszpanii, Macedonii Północnej, Niemiec, Polski, Rumunii, Słowacji, Słowenii, Szwajcarii, Ukrainy i Włoch |
|         | Buczyny izerskogórskie Jizera Mountains Beech Forests |         | Kraj liberecki 50°51′30″N 15°09′20″E/50,858333 15,155556 |                  | 444,81        |           | |
| 1558    | Žatec i krajobraz chmielu Saaz Žatec and the Landscape of Saaz Hops |         | Žatec Kraj ustecki 50°19′43,7″N 13°32′34,9″E/50,328797 13,543036                                                                                                | K (iii)(iv)(v)   |               | 2023      | |

## Obiekty na czeskiej Liście Informacyjnej UNESCO
Poniższa tabela przedstawia obiekty na czeskiej liście informacyjnej UNESCO:
nr ref. – numer referencyjny UNESCO
obiekt – polskie nazwa obiektu wraz z jej angielskim oryginałem na czeskiej liście informacyjnej
położenie – miasto, region; współrzędne geograficzne
typ – klasyfikacja według zgłoszenia:
- kulturowe (K)
- przyrodnicze (P)
- kulturowo–przyrodnicze (K,P)

rok wpisu – roku wpisu na listę informacyjną
opis – krótki opis obiektu wraz z informacjami o jego zagrożeniu.
| Nr ref. | Obiekt | Zdjęcie | Położenie | Typ                   | Rok  | Opis                   |
| ------- | --- | ------- | --- | --------------------- | ---- | ---------------------- |
| 1507    | Renesansowe kamienice w Slavonicach Renaissance Houses at Slavonice |         | Slavonice Kraj południowoczeski 48°59′51″N 15°21′09″E/48,997500 15,352500                                                   | K (i)(ii)(iv)         | 2001 |                        |
| 1508    | Papiernia we wsi Velké Losiny Paper Mill at Velké Losiny |         | Velké Losiny Kraj ołomuniecki 50°01′43″N 17°02′05″E/50,028611 17,034722                                                     | K (ii)(iv)            | 2001 |                        |
| 1509    | Sieć stawów rybnych w Kotlinie Trzebońskiej Fishpond Network in the Trebon Basin |         | Kotlina Trzebońska Kraj południowoczeski 49°00′10″N 14°45′52″E/49,002778 14,764444                                          | K (i)(ii)(iii)(iv)(v) | 2001 |                        |
| 1511    | Skalne miasta Czeskiego Raju Český ráj (Bohemian Paradise) Rock Cities |         | Czeski Raj Kraj liberecki Kraj hradecki 50°19′00″N 14°58′00″E/50,316667 14,966667–50°31′00″N 15°19′00″E/50,516667 15,316667 | P                     | 2001 |                        |
| 1559    | Obiekty Państwa wielkomorawskiego - słowiańskie grodzisko w Mikulčicach - kościół św. Małgorzaty w Kopčanach Sites of Great Moravia: Slavonic Fortified Settlement at Mikulcice - Church of St. Margaret at Kopčani |         | | K (iii)(v)            | 2001 | Wpis wraz ze Słowacją. |
|         | Słowiańskie grodzisko w Mikulčicach Slavonic Fortified Settlement at Mikulcice |         | Mikulčice Czechy 48°48′09″N 17°05′32″E/48,802500 17,092333                                                                  |                       |      |                        |
|         | Kościół św. Małgorzaty w Kopčanach Church of St.Margaret at Kopčani |         | Kopčany Słowacja 48°47′46,4″N 17°06′31,5″E/48,796213 17,108741                                                              |                       |      |                        |
| 1560    | Kompleksy przemysłowe w Ostrawie The Industrial Complexes at Ostrava |         | Ostrawa Kraj morawsko-śląski 49°50′25″N 18°20′45″E/49,840278 18,345833                                                      | K (i)(iv)(v)          | 2001 |                        |
|         | Kopalnia Anselm |         | 48°52′09″N 18°15′55″E/48,869167 18,265278                                                                                   |                       |      |                        |
|         | Kopalnia Michal |         | 49°50′25″N 18°20′45″E/49,840278 18,345833                                                                                   |                       |      |                        |
|         | Kopalnia Hlubina |         | 49°50′39″N 18°16′53″E/49,844167 18,281389                                                                                   |                       |      |                        |
|         | Szyb Vrbice |         | 49°52′32″N 18°18′21″E/49,875556 18,305833                                                                                   |                       |      |                        |
| 1561    | Twierdza w Terezinie The Fortress of Terezín |         | Terezin Kraj ustecki 50°30′39″N 14°09′04″E/50,510833 14,151111                                                              | K (i)(ii)(iv)         | 2001 |                        |
| 1562    | Uzdrowisko w Luhačovicach The Spa at Luhacovice |         | Luhačovice Kraj zliński 49°06′37″N 17°45′48″E/49,110278 17,763333                                                           | K (i)(ii)(iii)(iv)    | 2001 |                        |
| 1563    | Zespół rzeźb skalnych „Betlejem” koło Kuksu The Betlém Rock Sculptures near Kuks |         | Kuks Kraj hradecki 50°23′52″N 15°50′52″E/50,397778 15,847778                                                                | K (i)(ii)(iv)         | 2001 |                        |
| 1564    | Zamek Karlštejn The Karlstejn Castle |         | Karlštejn Kraj środkowoczeski 49°56′27″N 14°11′16″E/49,940833 14,187778                                                     | K (i)(ii)(iv)         | 2001 |                        |
| 1565    | Rozszerzenie wpisu „Zabytkowe centrum Pragi” o zabytki w jego sąsiedztwie Extension of the World Heritage Site "Historic Centre of Prague" with the important Monuments in its Vicinity                             |         | Praga | K (i)(ii)(iv)         | 2001 |                        |
|         | Willa Müllerów |         | 50°05′34″N 14°22′43″E/50,092778 14,378611                                                                                   |                       |      |                        |
|         | Klasztor na Břevnovie |         | 50°05′04″N 14°21′24″E/50,084444 14,356667                                                                                   |                       |      |                        |
|         | Letohrádek Hvězda |         | 50°04′59″N 14°19′35″E/50,083056 14,326389                                                                                   |                       |      |                        |
| 5152    | Hotel i nadajnik telewizyjny na górze Ještěd Mountain-top Hotel and Television Transmitter Ještěd |         | Grzbiet Jesztiedzki Kraj liberecki 50°43′57,5″N 14°59′04,8″E/50,732628 14,984669                                            | K (i)(ii)(iv)         | 2007 |                        |
| 6485    | Stara oczyszczalnia ścieków w Pradze-Bubeneč Old Wastewater Treatment Plant in Prague-Bubeneč |         | 50°06′36,2″N 14°24′08,1″E/50,110053 14,402236                                                                               | K (ii)(iv)            | 2020 |                        |